# Erromenus tarsator
Erromenus tarsator là một loài tò vò trong họ Ichneumonidae.